# 時任為基
時任 為基（ときとう ためもと、天保13年5月6日（1842年6月14日） - 明治38年（1905年）9月1日）は、日本の内務官僚、政治家。府県知事、元老院議官、貴族院議員。通称・静吉。

## 経歴
薩摩藩士・時任為徳の長男として薩摩国鹿児島郡鹿児島城下新屋敷通町で生まれる。明治4年8月（1871年）、新政府に出仕し東京府典事に就任。
明治5年7月（1872年）、開拓使八等出仕となる。1875年9月、千島樺太交換条約締結に際し理事官としてサンクトペテルブルクへ出張した。その後、札幌本庁民事局長、開拓大書記官、函館県令、北海共同競馬会社会長、函館支庁長などを歴任。
1887年1月、宮崎県知事に就任。同年5月、元老院議官に転じた。1888年2月、高知県知事となる。以後、静岡県・愛知県・大阪府・宮城県の各知事を歴任。1898年8月、貴族院勅選議員に任じられ、死去するまで在任した。1899年8月14日、錦鶏間祗候に任じられた。

## 栄典
位階
- 1886年（明治19年）11月16日 - 正五位[6]
- 1898年（明治31年）9月20日 - 従三位[7]
- 1905年（明治38年）9月1日 - 正三位[8]

勲章等
- 1887年（明治20年）11月25日 - 勲三等旭日中綬章[9]
- 1889年（明治22年）11月25日 - 大日本帝国憲法発布記念章[10]
- 1895年（明治28年）6月19日 - 日本赤十字社特別社員章[11]

## 親族
- 子孫に俳優の時任三郎がいる[12]なお、時任学園中等教育学校の理事長兼校長が、三郎の叔父にあたる時任靜吉（為基の通称と同名）である。